# NGC 312
NGC 312 (również PGC 3343) – galaktyka eliptyczna (E2), znajdująca się w gwiazdozbiorze Feniksa, oddalona o ponad 300 milionów lat świetlnych. Odkrył ją John Herschel 5 września 1836 roku.